# いくつの夜明けを数えたら
「いくつの夜明けを数えたら」（いくつのよあけをかぞえたら）は、松田聖子通算75枚目のシングル。2010年5月5日発売。発売元はユニバーサルシグマ。

## 解説
デビュー30周年記念シングル。
Sony RecordsからユニバーサルミュージックLLCへの再移籍第一弾。
「いくつの夜明けを数えたら」は関西テレビ・フジテレビ系ドラマ『チーム・バチスタ2 ジェネラル・ルージュの凱旋』の主題歌。アルバム『My Prelude』の先行シングル。
松田聖子名義シングルでは『逢いたい』以来となるTOP20入りを記録。
DVD付初回限定盤と通常盤の2形態で発売。

## 収録曲
全曲 Words・Music:Seiko Matsuda／Arrangement:Ryo Ogura
Strings Arrangement:Sachiko Miyano

### CD
1. いくつの夜明けを数えたら
2. You are my Angel
3. いくつの夜明けを数えたら（Instrumental）
4. You are my Angel（Instrumental）

### 初回限定盤DVD
1. いくつの夜明けを数えたら Main Version
2. いくつの夜明けを数えたら Director's Cut （Ballet Version）

## 収録アルバム
- いくつの夜明けを数えたら
  - My Prelude
  - We Love SEIKO -35th Anniversary 松田聖子究極オールタイムベスト50Songs-
  - 永遠のアイドル、永遠の青春、松田聖子。〜45th Anniversary 究極オールタイムベスト〜
- You are my Angel
  - アルバム未収録